# ماریانا فونتانا
ماریانا فونتانا (ایتالیایی: Marianna Fontana؛ زادهٔ ۲۴ آوریل ۱۹۹۷) بازیگر اهل ایتالیا است. وی از سال ۲۰۱۶ میلادی تاکنون مشغول فعالیت بوده‌است.
از فیلم‌ها یا مجموعه‌های تلویزیونی که وی در آن‌ها نقش داشته‌است می‌توان به کاپری-انقلاب اشاره نمود.